# Akron (Indiana)
Akron és una població dels Estats Units a l'estat d'Indiana. Segons el cens del 2000 tenia 1.076 habitants.

## Demografia
Segons el cens del 2000, Akron tenia 1.076 habitants, 404 habitatges, i 290 famílies. La densitat de població era de 923,2 habitants per km².
Dels 404 habitatges en un 36,1% hi vivien nens de menys de 18 anys, en un 55% hi vivien parelles casades, en un 10,6% dones solteres, i en un 28% no eren unitats familiars. En el 25% dels habitatges hi vivien persones soles el 15,8% de les quals corresponia a persones de 65 anys o més que vivien soles. El nombre mitjà de persones vivint en cada habitatge era de 2,66 i el nombre mitjà de persones que vivien en cada família era de 3,13.
Per edats la població es repartia de la següent manera: un 29,6% tenia menys de 18 anys, un 11,3% entre 18 i 24, un 28,5% entre 25 i 44, un 14,9% de 45 a 60 i un 15,7% 65 anys o més.
L'edat mediana era de 33 anys. Per cada 100 dones de 18 o més anys hi havia 89,5 homes.
La renda mediana per habitatge era de 12.406 $ i la renda mediana per família de 18.833 $. Els homes tenien una renda mediana de 12.250 $ mentre que les dones 10.170 $. La renda per capita de la població era de 14.878 $. Entorn del 5,6% de les famílies i el 7,6% de la població estaven per davall del llindar de pobresa.

## Poblacions més properes
El següent diagrama mostra les poblacions més properes.